# Tossa de Montclús
La Tossa de Montclús és una muntanya de 1.447 metres que es troba al municipi de la Pobla de Lillet, a la comarca catalana del Berguedà.